# Kenton (Delaware)
Kenton város az USA Delaware államában, Kent megyében. Lakosainak száma 215 fő (2020. április 1.).

## Népesség
A település népességének változása:
| Lakosok száma | 107  | 261  | 215  |
|               | 1880 | 2010 | 2020 |